# سفیدآب (بدخشان)
سفیدآب (به لاتین: Safedab) یک منطقهٔ مسکونی در افغانستان است که در ولسوالی خواهان واقع شده‌است. سفیدآب ۹۰۰ متر بالاتر از سطح دریا واقع شده‌است.